# Laura and the Lovers
Laura and the Lovers — литовская поп-рок-группа, представители Литвы на конкурсе песни Евровидение 2005.
В состав группы входят Лаура Чепукайте (лит. Laura Čepukaitė), Донатас Паулаускас (лит. Donatas Paulauskas), Мартинас Лукошевичюс (лит. Martynas Lukoševičius) и Андрюс Пирагис (лит. Andrius Piragis).

## Участие на Евровидении
В 2005 году коллектив получил возможность представить свою страну и принять участие на предстоящем конкурсе песни Евровидение-2005, который проходил в Киеве (Украина). Песня «Little by little» не имела большого успеха у европейской публики, и набрав 17 баллов, финишировала последней в полуфинале.

## Дискография
- Little by little (2005)
- Tarp krintančių lapų (2006)